# Counter-Strike
A Counter-Strike (CS) többjátékos taktikai első személyű lövöldözős videójáték-sorozat, amelyben az ellenfél csapatai különböző célokat próbálnak teljesíteni. A játék 1999-ben indult Windows rendszeren, amikor megjelent az első játék, a Counter-Strike. Eredetileg a Half-Life módosításaként ("mod") adták ki, amelyet Minh "Gooseman" Le és Jess "Cliffe" Cliffe fejlesztett, mielőtt a mod szellemi tulajdonának jogait a Valve, a Half-Life fejlesztői megszerezték volna, aki aztán a Counter-Strike-ot átalakította egy kiskereskedelmi áruvá 2000-ben.
Az első Counter-Strike-ot a Turtle Rock Studios által fejlesztett és 2004 márciusában kiadott Counter-Strike: Condition Zero követte. A Ritual Entertainment által fejlesztett Condition Zero korábbi verziója mellette jelent meg Condition Zero: Deleted Scenes néven. Nyolc hónappal később a Valve kiadta a Counter-Strike: Source-t, az eredeti Counter-Strike újrakreálását, és a sorozat első darabját, amely a Valve akkor újonnan hozott létre Source motorján fut. A fő sorozat negyedik játékát, a Counter-Strike: Global Offensive -t a 2012-ben a Valve kiadta Windowsra, OS X-re, Xbox 360-ra és PlayStation 3- ra. A Hidden Path Entertainment, aki a Counter-Strike: Source megjelenése után dolgozott, a Valve mellett segített a játék fejlesztésében. A Counter-Strike 2-t 2023 márciusában jelentették be, és 2023. szeptember 27-én kiadták a Global Offensive helyettesítéseként.
Az évek során számos harmadik féltől származó "spin-off" címet hoztak létre ázsiai piacokra. Ezek közé tartozik a Counter-Strike Online sorozat, a Counter-Strike Neo és a Counter-Strike Nexon: Studio.

## Játékmenet
A Counter-Strike egy többjátékos taktikai első személyű lövöldözős játék. Két ellenfél csapat – a Terroristák és a Terroristák Elleni – versenyez a játékmódokban a célok elérése érdekében, mint például a bomba elhelyezésének vagy hatástalanításának helyének biztosítása, valamint a túszok megmentése vagy őrzése. Minden kör végén a játékosok teljesétményük alapján kapnak jutalmat a játékon belüli pénznemből, amelyet a következő körökben erősebb fegyverekre költhetnek. A körök megnyerése több pénzt eredményez, mint a veszteség, és olyan célok teljesítése, mint például az ellenfél játékosok megölése, amelyek bónusz pénzt adnak. A nem együttműködő cselekmények, mint például a csapattársak megölése, büntetéssel járul.

## Fő sorozat
| 2000 | Counter-Strike                   |
| 2001 |                                  |
| 2002 |                                  |
| 2003 |                                  |
| 2004 |                                  |
| 2005 |                                  |
| 2006 |                                  |
| 2007 |                                  |
| 2008 | Counter-Strike Online            |
| 2009 |                                  |
| 2010 |                                  |
| 2011 |                                  |
| 2012 | Counter-Strike: Global Offensive |
| 2013 | Counter-Strike Online 2          |
| 2014 | Counter-Strike Nexon: Studio     |
| 2015 |                                  |
| 2016 |                                  |
| 2017 |                                  |
| 2018 |                                  |
| 2019 |                                  |
| 2020 |                                  |
| 2021 |                                  |
| 2022 |                                  |
| 2023 | Counter-Strike 2                 |

### Counter-Strike
Eredetileg a Half-Life módosítása volt, a fejlesztőcsapatot a Valve bérelte fel 2000-ben, amikor a cég megszerezte a Counter-Strike jogait.
A játék 2003-ban kapott egy változatot Xboxra. 2013 januárjában béta formájában OS X-re és Linuxra is kaptak egy változatot. A teljes kiadás 2013 áprilisában jelent meg.

### Condition Zero
ACounter-Strike-ot a Turtle Rock Studios által fejlesztett és 2004-ben megjelent Counter-Strike: Condition Zero követte. Elődjéhez hasonlóan a Half-Life GoldSrc motort használta. A többjátékos mód mellett egyjátékos módot is tartalmazott "teljes" kampánnyal és bónuszszintekkel. A játék az elődjével ellentétben jó és rossz kritikákat kapott, és hamarosan egy újabb bejegyzés követte a sorozatba Counter-Strike: Source címmel.

### Forrás
A Counter-Strike: Source volt az első olyan játék, amelyet a Valve nyilvánosan kiadott, és amely a Source motoron futott. A Counter-Strike: Source eredetileg béta verzióban megjelent a Valve Cyber Café Program tagjai számára 2004. augusztus 11-én. 2004. augusztus 18-án a bétát kiadták a Counter-Strike: Condition Zero tulajdonosainak és azoknak, akik ATI Radeon videokártyákat vásároltak egy Half-Life 2 utalvánnyal. Míg az eredeti kiadás csak egy Microsoft Windows-verziót tartalmazott, a játék végül 2010. június 23-án kapott egy változatot OS X-re, majd 2013-ban pedig Linuxra.

### Global Offensive
A Counter-Strike: Global Offensive volt a negyedik kiadás, Valve által fejlesztett Counter-Strike sorozatban 2012-ben. A Counter-Strike: Source- hoz hasonlóan a játék a Source motoron fut. Elérhető volt Microsoft Windows, OS X és Linux, valamint Xbox 360 és PlayStation 3 konzolokra, és visszafelé kompatibilis az Xbox One konzollal.

### Counter-Strike 2
2023. március 22-én a Valve bejelentette a Counter-Strike 2-t, amely a Source 2 játékmotort használja. Eredetileg a Global Offensive ingyenes frissítéseként jelentették be, megjelenési dátuma 2023 nyarán. 2023. szeptember 1-jén kiadták korlátozott bétaként, és a játék szeptember 27-én váltotta fel a Global Offensive.

## Másolatok

### Neo
A Counter-Strike Neo (stilizált NEO) a Counter-Strike japán arcade adaptációja, amelyet a Namco adott ki Linux gépekre. A játék a Counter-Strike futurisztikus változatában játszódik, a karakterek anime-szerű stílussal. Válogatott egyjátékos küldetéseket, minijátékokat és szezonális eseményeket adtak hozzá, hogy növeljék a játékosok érdeklődését a játék iránt.

### Onlinesorozat
A Counter-Strike Online egy ingyen játszható spin-off, amely Kelet-Ázsia nagy részén elérhető. A Nexon fejlesztette ki a Valve felügyelete mellett. Mikrofizetési modellt használ, amelyet a Steam háttérrendszer egyéni verziója kezel. A 2012-ben bejelentett és az ázsiai játékpiacot célzó folytatást Counter-Strike Online 2 néven a Nexon fejlesztette ki a Source játékmotoron, és 2013-ban kiadta.

### Nexon: Stúdió
2014 augusztusában a Nexon bejelentette a Counter-Strike Nexon: Zombiest, egy ingyen játszható, zombi témájú másolatot, amelyet a GoldSrc játékmotoron fejlesztettek ki. 2014. szeptember 23-án megjelent egy nyílt béta a Steamen. A játék 2014. október 7-én indult, 50 térképet és 20 játékmódot tartalmaz. A játékban megtalálhatók a játékos kontra játékos módok, például a team deathmatch, a túszmentés és a bombaelhárítás, valamint a játékos kontra környezet módok, például a kooperatív kampányküldetések és a bázisvédelem. A kritikusok véleménye általában negatív volt, a kritikák a játék rossz felhasználói felületére, a mikrotranzakciókra és a grafikára irányultak. 2019. október 30-án a Counter-Strike Nexon: Zombies átnevezték Counter-Strike Nexon: Studio névre.

## Versengős játék
A Counter-Strike több mint 20 évnyi versengős játékkal rendelkezik, kezdve az eredeti Counter-Strike-kal. Az első nagy tornának 2001-ben a Cyberathlete Professional League tartott, amely a World Cyber Games és az Electronic Sports World Cup mellett 2007-ig a Counter-Strike sorozat legnagyobb versenyei közé tartozott. 2013 óta a Valve által szponzorált <i id="mw7w">Counter-Strike: Global Offensive</i> Major Championships cég történetének legrangosabb versenyévé vált, mintegy 1 000 000 dolláros pénzdíjjal.

## Fogadtatás
A Counter-Strike a történelem egyik legbefolyásosabb első személyű lövöldözős játéka. A sorozat nagy versengő közösséggel rendelkezik, és az első személyű lövöldözős játékok szinonimájává vált. 2011 augusztusától a Counter-Strike franchise több mint 25 millió darabot értékesített. Népszerűsége miatt a Counter-Strike jelentős tudományos figyelmet keltett. A kutatók többek között a Counter-Strike adatait felhasználva vizsgálták a játékosok hangulatát, az elhízott játékosok teljesítményét, vagy a teljesítményben bekövetkezett változásokat az ukrajnai orosz invázió kezdete óta.